# Anthropologische Gesellschaft in Wien
Die Anthropologische Gesellschaft in Wien (kurz AG in Wien, englisch Anthropological Society in Vienna) ist ein gemeinnütziger Verein und eine der ältesten Wissenschaftsgesellschaften Österreichs.
Die Gesellschaft wurde von Vertretern folgender vier Disziplinen gegründet: Physische Anthropologie, Ur- und Frühgeschichte, Volkskunde und Völkerkunde. Heute hat sich der Fokus, der stark auf Trans- und Interdisziplinarität ausgerichtet ist, auf folgende miteinander kooperierende Fächer erweitert: Ur- und Frühgeschichte, Archäologie, Prähistorie, Physische Anthropologie, Ethnologie (Völkerkunde), Sozial- und Kulturanthropologie sowie Volkskunde, wobei explizit auf eine enge Zusammenarbeit von Kultur-, Sozial- und Geisteswissenschaften mit den Naturwissenschaften Wert gelegt wird.
Die Gesellschaft sieht ihre Aufgabe in der Förderung von Studien über den Menschen. Dabei steht der Mensch zu allen Zeiten und an allen Orten in seinen physischen und psychischen Prädispositionen sowie als kulturell und sozial agierendes Subjekt im Zentrum der Betrachtung. Der Gesellschaft steht ein siebenköpfiger Vorstand vor, dem ein 25-köpfiger Ausschuss assistiert. Alle Funktionäre werden für jeweils drei Jahre von der Jahreshauptversammlung in ihre Ämter gewählt.
Wichtigste Grundsatz der Tätigkeit der Gesellschaft ist das Bemühen um die Zusammenarbeit der in ihr vertretenen Wissenschaften. Die Gesellschaft sollte bei ihrer Gründung 1870 und in den ersten Jahrzehnten ihres Bestehens das gemeinsame Dach über den sich allmählich spezialisierenden anthropologischen Disziplinen sein. In Ergänzung zur Arbeit der wissenschaftlichen Institute sieht sie ihre Aufgabe in der Verbreitung und Popularisierung der neuesten Forschungsergebnisse. Diese Aufgabe erfüllt die Gesellschaft durch regelmäßige Versammlungen, die Veranstaltung von öffentlichen Vorträgen und die Herausgabe von Druckschriften.

## Geschichte
Der Verein wurde am 13. Februar 1870 gegründet. Erster Präsident war Carl von Rokitansky, Professor für pathologische Anatomie an der Universität Wien und von 1869 bis 1878 Präsident der kaiserlichen Akademie der Wissenschaften. Auf der Gründungsversammlung der Gesellschaft war auch die Einrichtung eines anthropologisch-urgeschichtlichen Museums sowie einer Fachbibliothek beschlossen worden. Die ersten Kustoden dieses Museums waren der Ethnograph Felix Philipp Kanitz und ab 1874 Felix von Luschan, der 1904 zum Direktor der Abteilungen Afrika und Ozeanien des Berliner Völkerkundemuseums und 1909 zum Ordinarius für Anthropologie an der Universität in Berlin ernannt wurde. Zum Bibliothekar wurde Jakob Eduard Polak bestimmt.
Maßgeblich war die Gesellschaft an den Vorbereitungen für die neu eingerichtete Anthropologisch-ethnographische Abteilung des 1876 gegründeten Naturhistorischen Hofmuseums beteiligt. Der erste Intendant des Museums, Ferdinand von Hochstetter, war Gründungsmitglied und bis zu seinem Tode Mitglied im Ausschuss. Auch sein Nachfolger, Franz von Hauer, war Ausschussrat. Felix von Luschan bekleidete 1873 erstmals das Amt des Rechnungsführers  und bereitete Sammlungsbestände für die Weltausstellung in Wien auf, bevor er 1874 als Demonstrator an der Wiener Lehrkanzel für Physiologie wirkte und Kustos der Sammlungen der Gesellschaft wurde. Die Zusammenarbeit der Gesellschaft mit der 1869 gegründeten Berliner Anthropologischen Gesellschaft (heute: Berliner Gesellschaft für Anthropologie, Ethnologie und Urgeschichte) war insbesondere in den ersten Jahrzehnten nach der Gründung intensiv und drückte sich aus in gemeinsamen Zusammentreffen.
1877 fasste die Gesellschaft den Beschluss, die Bestände ihres Museums und ihrer Bibliothek an die neu gegründete Abteilung des Naturhistorischen Hofmuseums zu übergeben, zeitgleich wurde der Sitz der Gesellschaft in das Naturhistorische Museum verlegt. Die aus der Anthropologisch-ethnographischen Abteilung hervorgegangene heutige Anthropologische Abteilung und die Prähistorische Abteilung sowie das heutige Weltmuseum Wien (ehemals: Museum für Völkerkunde Wien) verdanken der Anthropologischen Gesellschaft in Wien den Grundstock ihrer Bibliotheken.
Ein Ziel der Gesellschaft war es, den von ihr vertretenen Wissenschaften den Weg auf akademischen Boden zu ebnen. Den Anfang machte die Prähistorie, die bereits im Jahr 1899 einen Lehrstuhl an der philosophischen Fakultät der Universität Wien erhielt. Als erster Professor wurde 1899 Moriz Hoernes ernannt. 1913 wurde Rudolf Pöch als ordentlicher Professor an die neu gegründeten Lehrkanzel für Anthropologie und Ethnographie berufen. Diese Lehrkanzel wurde 1927 geteilt. Josef Weninger wurde zum Professor für Physische Anthropologie und  Wilhelm Koppers 1928 Professor für Völkerkunde.
Während des Nationalsozialismus verstrickten sich mehrere Mitglieder der Gesellschaft (Eberhard Geyer u. a.) mit dem Regime und dessen Rassenpolitik, da gerade die anthropologischen Disziplinen aufgefordert waren, eine wissenschaftliche Fundierung für ideologisch-rassistisch motivierte Zielsetzungen beizustellen, was von einigen Fachvertretern bereitwillig umgesetzt wurde. Die Gesellschaft stellte aufgrund kriegsbedingter Absenzen 1942 ihre Tätigkeit bis zum Kriegsende weitgehend ein und die Präsidentschaft blieb unbesetzt.
Nach Kriegsende wurde Josef Weninger Präsident, der zwar aufgrund seiner Ehe mit einer Jüdin in der Zeit von 1938 bis 1945 mit Repressionen rechnen musste, der jedoch vor 1938  ein „illegaler Nationalsozialist“ war.
Einige der durchaus kritisch zu sehenden Persönlichkeiten konnten auch in der Nachkriegszeit ihre Forschung weiterführen und übernahmen Funktionärsposten. So der Vizepräsident der Gesellschaft Otto Reche, der langjährige Präsident Victor Christian, aber auch Mitläufer wie der spätere Präsident Walter Hirschberg. Die Aufarbeitung dieser lange verdrängten Epoche erfolgte erst in den 1990er Jahren durch Karl Pusman, der eine Dissertation zur Geschichte und Entwicklung der Anthropologischen Gesellschaft sowie der anthropologischen Disziplinen in Österreich verfasste.
Im 21. Jahrhundert sieht die Gesellschaft ihre Aufgabe in der Fortsetzung und weiteren Intensivierung der Zusammenarbeit der genannten Fächer. 

### Vorsitzende der Gesellschaft
- 1870–1878: Carl von Rokitansky (Pathologe)
- 1879–1881: Eduard von Sacken (Kunsthistoriker)
- 1882–1902: Ferdinand von Andrian-Werburg (Geologe, Anthropologe)
- 1903–1920: Carl Toldt (Anatom)
- 1921–1928: Rudolf Much (Altphilologe, Altertumskundler)
- 1929–1942: Victor Christian (Orientalist, Ethnologe: 1885–1963)
- 1943–1945: unbesetzt
- 1946–1950: Josef Weninger (Anthropologe)
- 1951–1952: Herbert Mitscha-Märheim (Prähistoriker)
- 1953–1958: Robert von Heine-Geldern (Ethnologe)
- 1959–1964: Wilhelm Ehgartner (Anthropologe)
- 1964–1984: Walter Hirschberg (Ethnologe)
- 1985–2002: Karl Rudolf Wernhart (Ethnologe: * 1941)
- 2003–2011: Herbert Kritscher (Anthropologe: *1955)
- ab 2012: Hermann Mückler (Ethnologe, Kulturanthropologe)

## Publikationen
Mitteilungen der Anthropologischen Gesellschaft in Wien, kurz MAGW. Erschienen sind bisher 143 Bände, die Jahresbände haben jeweils einen Umfang von 250–360 Seiten und vereinen etwa 20 Beiträge zur Archäologe und Historie, Anthropologie, Volkskunde und Völkerkunde. Jeder Jahresband steht unter einem Generalthema.
Darüber hinaus werden Vereinsnachrichten und Sitzungsberichte abgedruckt. Ab dem Jahresband 2014 gibt es wieder einen Rezensionsteil für Neuerscheinungen.